# Flight of the Amazon Queen
Flight of the Amazon Queen è un videogioco di tipo avventura grafica punta e clicca, sviluppato per sistemi Amiga e MS-DOS nel 1995. Nel 2009 è stato effettuato un porting per sistemi iOS.
Nel 2013 è stato dichiarato freeware dagli autori per essere giocato senza restrizioni sulla piattaforma ScummVM.

## Trama
Il videogioco narra le vicende di Joseph "Joe" King, scapestrato pilota di aerei da turismo. La storia inizia a Buenos Aires nel 1949, dove troviamo Joe e una ragazza di nome Rita legati a dei pilastri di un magazzino con una bomba ad orologeria prossima ad esplodere. Ad un tratto irrompe Sparky, il fido assistente e meccanico di Joe, che libera i malcapitati. Nello stesso momento arrivano dei criminali che sparano cercando di eliminare i tre. Gli eroi riescono a scappare e all'esterno Joe saluta Rita e si ricorda che a breve dovrà trasportare una diva del cinema, Faye Russel. Si recherà insieme a Sparky all'hotel dove risiede. Dopo poco Joe, Sparky e Faye partiranno in direzione Brasile, ma dopo qualche ora di viaggio un fulmine colpirà in pieno l'aereo Amazon queen facendolo precipitare in piena foresta amazzonica. Qui inizia l'avventura.

## Modalità di gioco
Il videogioco è una classica avventura punta e clicca, con molto humor e azione. Comprende i dialoghi in inglese (versione CD-ROM) e i sottotitoli in italiano. L'interfaccia a disposizione del giocatore si trova della parte bassa sinistra dello schermo e sono presenti le classiche azioni: apri, chiudi, prendi, ecc. Nella parte a destra è presente l'inventario a scorrimento dove verranno inseriti tutti gli oggetti che Joe raccoglierà nel corso dell'avventura.

## Personaggi principali
- Joseph 'Joe' King. L'eroe del videogioco, pilota dell'aereo Amazon Queen. Sa compiere diversi lavori ed è un po' spaccone e fa spesso battute umoristiche
- Faye Russel. Diva della moda e del cinema, deve fare un servizio in Amazzonia.
- Sparky è il meccanico di bordo dell'Amazon Queen e fedele amico di Joe. Adora i fumetti ed è un poco pasticcione.
- Hans Anderson. Ha una compagnia aerea, la Flyng Dutchman Airlines ed è nemico giurato di Joe. Alla fine si ravvederà.
- Azura. Ultima principessa delle amazzoni. Joe si darà da fare per salvarla.
- Bob. Titolare dell'emporio nella giungla. Aiuterà Joe più volte.
- Dr. Ironstein. Scienziato pazzo, ha ambizioni di conquista. Vive in una base nascosta vicino al luogo dell'incidente.

## Citazioni
Durante il gioco sono molte le citazioni ai vecchi giochi LucasArts, la quale viene anche citata nei titoli di coda. 
- Joe si rifiuterà di parlare al pappagallo nell'emporio esclamando Sono un pilota d'aereo non un pirata cosa che invece fa Guybrush Threepwood, nello stesso contesto, in Monkey Island 2.
- Più avanti nel videogioco durante l'animazione di un'apparizione di una fata si vede chiaramente il personaggio di Indiana Jones con frusta alla mano.
- In una mensola si vede un teschio con la barba che si muove, citazione del pirata LeChuck, da Monkey Island 2.
- Nei titoli di coda vengono ringraziati i famosi programmatori Lucasarts Ron Gilbert, Dave Grossman e Tim Schafer.